# Rajd Dakar 1996
Rajd Dakar 1996 (Rajd Paryż - Dakar 1996) – osiemnasta edycja terenowego Rajdu Dakar, która odbyła się na trasie Grenada - Dakar. Startowało 295 pojazdów na całej trasie o długości 7579 km. W kategorii samochodów zwyciężył po raz trzeci Francuz Pierre Lartigue, zaś w kategorii motocykli, zwyciężył po raz czwarty - Włoch Edi Orioli.